# からふる (テレビ高知)
『からふる』は、2019年9月30日からテレビ高知（KUTV）で放送されている平日夕方ワイド番組（ローカルワイド番組）・情報・報道番組である。

## 概要
1971年（昭和46年）4月5日から48年半にわたって放送された長寿報道番組の『イブニングKOCHI』に、本番組開始3ヶ月前に終了した『テレっちのたまご』のバラエティー色を加味する形で枠大リニューアルし、『Nスタ』を内包させた県内初の大型ローカルワイド番組として放送を開始。
これにより『Nスタ』は、第1部の番販ネットを打ち切り、第2部の17:50 - 18:15のJNNネットワークニュース部分のみのネットに縮小されたが、2020年3月30日から番組編成上の開始時刻を16:50に繰り上げ『Nスタ＆からふる』と新聞番組表上の番組名を変更。『Nスタ』第1部のレギュラーネットを半年ぶりに再開し、16:50 - 17:15頃に部分ネットするようになった。このリニューアルでこれまでのバラエティ要素を大幅に減らし報道メインの番組内容に変更された。 
2021年3月29日からは『Nスタ』は17:10頃 - 18:15までのネットに変更されたほか、18時台ローカルパートの中で第2部関東ローカル枠の「Nスタ News Clip」をコーナー途中までネットするようになった。このリニューアル後の17時台は生活・グルメ情報メインに変更された。また、同年11月8日のマスター更新以降、『Nスタ』を同時ネットする時間帯（18時台の「Nスタ News Clip」を除く）では関東地区（TBSテレビ）と同一のカスタムフォントによる時刻表示を実施するようになった（ローカルパートでは従前通り青文字カスタムのフォントを使用）。
2022年1月4日から17時台が廃止され、『イブニングKOCHI』同様18:15スタートに変更。『Nスタ』の第1部とJNN枠は独立番組に戻った。
番組開始当初のコンセプトは「毎日に彩りを!」だったが、2020年3月末のリニューアル後は「高知の"今"にこだわったニュースワイド」というコンセプトに変わり、2020年9月28日からは「情報パレット」をタイトルから外し「からふる」のみに変更された。
番組初回の2019年9月30日には、俳優・哀川翔が全編生出演した。

## 放送時間
| 期間      | 期間       | 放送時間（日本時間）               | 備考 |
| --------- | ---------- | ---------------------------------- | --- |
| 2019.9.30 | 2020.3.27  | 月曜 - 金曜 17:15 - 18:55（100分） | 17:50 - 18:15は『Nスタ・第2部』の全国ネット枠を放送                                                                                       |
| 2020.3.30 | 2021.12.23 | 月曜 - 金曜 16:50 - 18:55（125分） | 16:50 - 17:15頃・17:50 - 18:15は『Nスタ』を放送（2021年3月25日まで） 2021年3月29日からは17:10頃 - 18:15・18:49 - 18:52頃は『Nスタ』を放送 |
| 2022.1.4  | 現在       | 月曜 - 金曜 18:15 - 18:55（40分）  | 18:49 - 18:52頃は『Nスタ』を放送（2022年3月19日まで） 2022年3月21日からは不定期で放送                                                     |

## 出演者

### 2025年3月現在 -
いずれもテレビ高知アナウンサーである。現在はイブニングKOCHI時代同様に、キャスターがリポーターを兼任して取材することがある。なお、京面はキャスター、ニュースコーナー、リポーター、取材等で番組開始時から不定期で出演している。
- 京面龍太郎 -（月・火・水）
- 松岡葵 - （月）
- 岡本采子 - （火）
- 藤﨑美希 -（水・木・金）
- 遠藤弥宙 -（木・金）
- 東杜和 - （平日全て・気象予報士）

### 過去の出演者
| 期間       | 期間       | 男性       | 男性       | 男性       | 男性     | 女性       | 女性       | 女性       | 女性                | 女性                |
| 期間       | 期間       | 月・火     | 水         | 木         | 金       | 月         | 火         | 水         | 木                  | 金                  |
| ---------- | ---------- | ---------- | ---------- | ---------- | -------- | ---------- | ---------- | ---------- | ------------------- | ------------------- |
| 2019.9.30  | 2019.11.8  | 杉本泰郷   | 杉本泰郷   | 杉本泰郷   | 杉本泰郷 | 木岡真理奈 | 木岡真理奈 | 木岡真理奈 | 福光可奈子          | 福光可奈子          |
| 2019.11.11 | 2020.3.27  | 杉本泰郷   | 杉本泰郷   | 杉本泰郷   | 杉本泰郷 | 福光可奈子 | 福光可奈子 | 福光可奈子 | 福光可奈子          | 福光可奈子          |
| 2020.3.30  | 2021.3.26  | 中元翔一   | 中元翔一   | 尾﨑大晟   | 尾﨑大晟 | 藤﨑美希   | 藤﨑美希   | 藤﨑美希   | 中川実咲            | 中川実咲            |
| 2021.3.29  | 2022.3.18  | 中元翔一   | 中元翔一   | 尾﨑大晟   | 尾﨑大晟 | 藤﨑美希   | 藤﨑美希   | 藤﨑美希   | 藤﨑美希            | 藤﨑美希            |
| 2022.3.21  | 2022.12.23 | 尾﨑大晟   | 京面龍太郎 | 京面龍太郎 | 中元翔一 | 三上萌々   | 三上萌々   | 藤﨑美希   | 藤﨑美希            | 木岡真理奈          |
| 2023.1.4   | 2023.3.31  | 尾﨑大晟   | 京面龍太郎 | 京面龍太郎 | （不在） | 三上萌々   | 三上萌々   | 藤﨑美希   | 藤﨑美希            | 藤﨑美希 木岡真理奈 |
| 2023.4.3   | 2023.4.28  | 京面龍太郎 | 京面龍太郎 | （不在）   | （不在） | 三上萌々   | 三上萌々   | 藤崎美希   | 藤﨑美希 木岡真理奈 | 藤﨑美希 平賀吏桜   |
| 2023.5.1   | 2024.3.29  | 京面龍太郎 | 京面龍太郎 | （不在）   | （不在） | 木岡真理奈 | 木岡真理奈 | 藤崎美希   | 藤﨑美希 木岡真理奈 | 藤﨑美希 平賀吏桜   |
| 2024.4.1   | 2024.9.27  | 京面龍太郎 | 京面龍太郎 | （不在）   | （不在） | 松岡葵     | 松岡葵     | 藤崎美希   | 藤﨑美希 平賀吏桜   | 藤﨑美希 平賀吏桜   |
| 2024.9.30  | 2025.3.28  | 京面龍太郎 | 京面龍太郎 | 遠藤弥宙   | 遠藤弥宙 | 松岡葵     | 松岡葵     | 藤崎美希   | 藤崎美希            | 藤崎美希            |
| 2025.3.31  | 現在       | 京面龍太郎 | 京面龍太郎 | 遠藤弥宙   | 遠藤弥宙 | 松岡葵     | 岡本采子   | 藤崎美希   | 藤崎美希            | 藤崎美希            |

2019年11月11日より木岡真理奈が長期休養に入ったため、福光可奈子が全曜日担当となっていた。

## コーナー
- ＃シェアふる（月 - 金）

県内のグルメやお店を紹介するコーナー
放送終了後、番組サイトで配信を行っている。
- 東とわ気象予報士のそらいろ図鑑（月 - 金）

ウェザーマップ社所属の東杜和気象予報士による天気予報コーナー。
天気に関する話題などを伝えたのち県内の天気予報を行う。
- どんなもんだい!（水）

ピグマリオンノブレス高知教室の社員が脳トレ問題を出すコーナー。
2021年12月までは「脳活道」というタイトルで放送されていた。
- 高知!中高生ニュース!（木）

朝の情報番組「THE TIME,」内（6:50頃）で放送しているコーナーのフォーマットを流用。
県内の中学校、高校の部活動の取り組みなどを各学校の生徒がリポートするコーナー。
- おだちの生中34杯 （金）

県内各地から中継するコーナー。
基本、中ジョッキグラスに注がれた生ビールを飲みながら地域の食材などを紹介するコーナー。（からふるLIVEの後継コーナー）
ただし高校など公共施設内での中継時は地域の特産の飲み物を飲みながら中継を行う。
コーナー最後に地元の方に県内の市町村名が書かれたカードを引いてもらい引かれた市町村で翌週中継を行う。
中継担当はお笑いコンビ「あつかんDRAGON」のおだちが担当
- KICK OFF! KOCHI（金）

高知を本拠地にJリーグ加盟を目指すクラブチーム「高知ユナイテッドsc」のコーナー。
コーナー担当はシンガーソングライターの筒井啓文が担当。
- ハマスイからふる水族館 （金）

桂浜水族館に展示中の生き物を週替わりで紹介するコーナー。

### 過去のコーナー
- からふるWeather （月 - 金）

天気に関するニュースを伝えたのち曜日担当の男性アナウンサーが天気予報を担当。
また18時台では不定期で日本気象協会関西支社の気象予報士がテレビ電話で中継出演を行う。
- からふるLive （金）

県内各地から中継するコーナー。
中継担当はお笑いコンビ「あつかんDRAGON」が週替りで担当
2021年12月までは月 - 金の17時台に放送されていたが2022年1月より18時台のみに縮小されたため金曜日のみの放送となった。
- 高知にJを!We are ユナイテッド!（金）

高知を本拠地にJリーグ加盟を目指すクラブチーム「高知ユナイテッドsc」の選手を毎週1人ずつ紹介するコーナー。
- からふるトリップ （火）

県内の各市町村を巡りながら地域の魅力を紹介するコーナー。
- Soraふる（月）

毎回一つのテーマを決め県内の市町村の空から巡り絶景を紹介するコーナー。（からふるトリップの後継コーナー）
- そらいろcheck （月 - 金）

日本気象協会関西支社の気象予報士が、高知県内の天気をテレビ電話から中継出演、イブニングKOCHI時代は「そらいろLIVE」の名前であった。
- our school （水）

中元翔一が、県内の小中学校を訪ね、子供たちにインタビューするコーナー。
- フォトさんぽ （月 - 金）

※1月から放送していない
高知在住のインスタグラマー「ごま塩さん」が週替わりで県内各地をぶらりするコーナー。6時台のエンディングに放送

## 特番による休止・時間変更
重大ニュースや一部の祝日編成により17時台が休止となる場合がある。その際、15:49もしくは16:50から『Nスタ』を臨時に単独番組扱いで時間拡大ネットする場合がある。また、16時台にボートレース中継が編成される際（TBSテレビ制作の場合を除く）は『Nスタ・第1部』の冒頭部分ネットを臨時に取りやめ、17時台は17:25から全編ローカルの内容とした短縮版を放送する。
その他の事象による特別編成
- 2019年10月17日：16:50 - 17:50に『プロ野球ドラフト会議2019』中継を放送のため、17時台を休止（18時台は通常通り）。
- 2019年12月26日・27日・30日 - 2020年1月3日：年末年始特別編成のため、全面休止。なお、このうち12月26日・27日は17:40まで別番組、17:40 - 17:50に本番組休止代替の『KUTVニュース・天気予報』をそれぞれ放送した後、17:50 - 19:00には『Nスタ・第2部』を単独番組扱いで臨時フルネット。全国ネット枠に引き続き、関東ローカル枠の「特集」「630関心事」「ホラン・森田のトクする天気（関東地方の天気予報）」「6:50NEWS」を臨時ネットし、エンディングも差し替え無しでそのまま放送した。
- 2020年1月24日：18:40 - 19:00に『東京オリンピックまで半年 民放同時放送!一緒にやろう2020大発表スペシャル』[6]を放送のため、17時台を20分短縮（17:15 - 17:30）、18時台を20分繰り上げ・5分拡大（17:55 - 18:40）[7]。
- 2020年4月1日：テレビ高知開局50周年記念日となったこの日は、18時台を開局50周年記念スペシャルとして通常より35分拡大し19:30まで放送した。
- 2020年5月4日：新型コロナウイルスの大規模感染に伴う緊急事態宣言の期限延長を受けた安倍晋三首相の記者会見の生中継に伴い、『Nスタ・第2部』を単独番組扱いに変更の上JNN報道特別番組扱いで臨時フルネットしたため、18時台を休止（17時台は通常通り）。
- 2020年5月5日・6日：18時台ローカルパートを約30分短縮（18:45頃 - 18:55、17時台は通常通り）。なお、この短縮措置により『Nスタ・第2部』を臨時に18:45頃まで時間拡大ネットした[8]。
- 2020年10月26日：16:50 - 17:50に『プロ野球ドラフト会議2020』中継を放送のため、17時台を休止（18時台は通常通り）。
- 2020年12月25日：『からふるSP〜ウィズコロナの2020年〜』として、30分前拡大（16:20 - 18:55）した[9]
- 2020年12月28日 - 2021年1月1日：年末年始特別編成のため、全面休止。
- 2021年7月19日 - 27日・29日・8月2日 - 8月13日：東京オリンピック開催に伴う特別編成のため17時台を休止[10]（18時台は通常通り）、うち8月2日は30分繰り上げ（17:45 - 18:25）[11][12]。
- 2021年7月28日・30日：オリンピック中継に伴い、全編休止[13]。
- 2021年12月24日：『からふるSP2021』として、30分前拡大（16:20 - 18:55）した[14]。
- 2021年12月27日 - 2022年1月3日：年末年始特別編成のため、全面休止。
- 2022年1月14日：『からふるSP』として、1時間拡大（16:50 - 18:55）した。

## 備考
- 新型コロナウイルスが全国的な大規模感染を引き起こしている2020年4月、高知県内のテレビ4局（テレビ高知・高知放送・高知さんさんテレビ・NHK高知放送局）が共同で新型コロナウイルス感染拡大防止を訴える共同キャンペーンCMを制作・放送。テレビ高知からも、当番組の中川・藤崎が参加している[15]。